# Liste des simples traités dans le Tractatus de herbis : O-R

## O

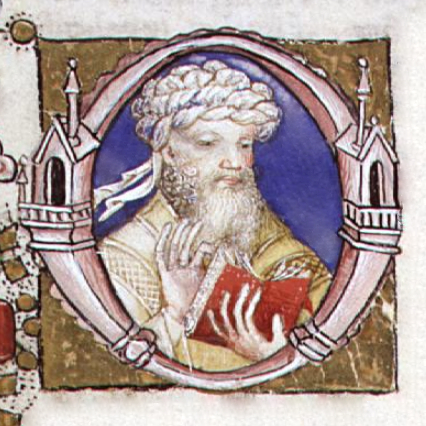
Lettrine enluminée O dans le manuscrit Cas.459.

| Chapitre Icône : lien vers l'index thématique | Illustration                 | Identité              | Ouvrages : no de folio - italique : illustration seule - parenthèses : texte seul - gras : source de l'illustration du tableau | Ouvrages : no de folio - italique : illustration seule - parenthèses : texte seul - gras : source de l'illustration du tableau | Ouvrages : no de folio - italique : illustration seule - parenthèses : texte seul - gras : source de l'illustration du tableau | Source                                  |
| Chapitre Icône : lien vers l'index thématique | Illustration                 | Identité              | Groupe I | Groupe II | Groupe III | Source                                  |
| --------------------------------------------- | ---------------------------- | --------------------- | --- | --- | --- | --------------------------------------- |
| De ocimo                                      |                              | Basilic               | - Eg.747 : fo 69 ro/vo | | | Platearius : « De ozimo »               |
| De oppoponac                                  |                              | Opoponax              | - Eg.747 : fo 69 vo–70 ro | | | Platearius : « De opopanace »           |
| De opio                                       |                              | Opium                 | - (Eg.747 : fo 70 ro) | | | Platearius : « De opio »                |
| De origano                                    |                              | Origan                | - Eg.747 : fo 70 ro/vo | | | Platearius : « De origano »             |
| De oxifenicia                                 |                              | Tamarinier            | - Eg.747 : fo 70 vo | | | Platearius : « De oxifenicia »          |
| De ordeum                                     |                              | Orge commune          | - Eg.747 : fo 70 vo–71 ro | | | Platearius : « De ordeo »               |
| De ordeum                                     | Isaac Israeli : « De ordeo » | Orge commune          | - Eg.747 : fo 70 vo–71 ro | | |                                         |
| De ossis de corde cervi                       |                              | Os du cœur du Cerf    | - Eg.747 : fo 71 ro | | | Platearius : « De osse de corde cervi » |
| De ossis sepie                                |                              | Os de seiche          | - Eg.747 : fo 71 ro | | | Platearius : « De osse sepie »          |
| [De olivis]                                   |                              | Olive                 | - (Eg.747 : fo 71 ro) | | | Isaac Israeli : « De olivis »           |
| [De oleo]                                     |                              | Huile d'olive         | - (Eg.747 : fo 71 ro) | | | Isaac Israeli : « De oleis »            |
| De olibano                                    |                              | Oliban                | - Eg.747 : fo 71 ro/vo | | | Platearius : « De olibano »             |
| De oleander                                   |                              | Laurier-rose          | - Eg.747 : fo 71 vo | | | Platearius, Lib. iste : « Esdra »       |
| De ostriago                                   |                              | Pariétaire officinale | - Eg.747 : fo 71 vo–72 ro | | | Pseudo-Apulée : « Herba ostriago »      |
| [De orobo]                                    |                              | Gesse                 | - Eg.747 : fo 106 vo | | | Isaac Israeli : « De orobo »            |

## P

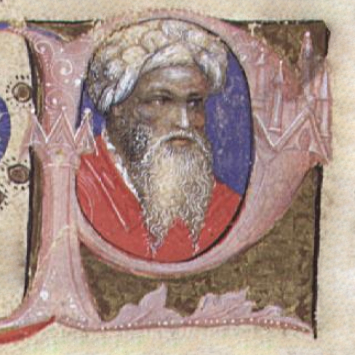
Lettrine enluminée P dans le manuscrit Cas.459.

| Sommaire : | - Article - Index - A - B - C - D - E - F - G - H - I - K - L - M - N - O - P - R - S - T - V - X - Z - Notes - Annexes |

| Chapitre Icône : lien vers l'index thématique | Illustration                           | Identité                           | Ouvrages : no de folio - italique : illustration seule - parenthèses : texte seul - gras : source de l'illustration du tableau | Ouvrages : no de folio - italique : illustration seule - parenthèses : texte seul - gras : source de l'illustration du tableau | Ouvrages : no de folio - italique : illustration seule - parenthèses : texte seul - gras : source de l'illustration du tableau | Source                                  |
| Chapitre Icône : lien vers l'index thématique | Illustration                           | Identité                           | Groupe I | Groupe II | Groupe III | Source                                  |
| --------------------------------------------- | -------------------------------------- | ---------------------------------- | --- | --- | --- | --------------------------------------- |
| De piretro                                    |                                        | Pyrèthre de Dalmatie               | - (Eg.747 : fo 72 ro) | | | Platearius : « De piretro »             |
| De pipere                                     |                                        | Poivre noir                        | - Eg.747 : fo 72 ro/vo | | | Platearius : « De pipere »              |
| De peonia                                     |                                        | Pivoine                            | - Eg.747 : fo 72 vo–73 ro | | | Platearius : « De peonia »              |
| De peonia                                     | Pseudo-Apulée : « Herba peonia »       | Pivoine                            | - Eg.747 : fo 72 vo–73 ro | | |                                         |
| De papavere                                   |                                        | Pavot somnifère                    | - Eg.747 : fo 73 ro/vo | | | Platearius : « De papavere »            |
| De papavere                                   |                                        | Coquelicot                         | - Eg.747 : fo 73 ro/vo | Pseudo-Apulée : « Herba papaver silvaticum »                                                                                   | |                                         |
| De peucedano                                  |                                        | Fenouil de porc                    | - Eg.747 : fo 73 vo–74 ro | | | Platearius : « De peucedano »           |
| De peucedano                                  | Pseudo-Apulée : « Herba peucedanum »   | Fenouil de porc                    | - Eg.747 : fo 73 vo–74 ro | | |                                         |
| De petroselino                                |                                        | Persil cultivé                     | - Eg.747 : fo 74 ro | | | Platearius : « De petrosilino »         |
| De petroselino                                | Pseudo-Apulée : « Herba petroselinum » | Persil cultivé                     | - Eg.747 : fo 74 ro | | |                                         |
| De policaria                                  |                                        | Pulicaire dysentérique             | - Eg.747 : fo 74 ro/vo | | | Platearius : « De policaria »           |
| De pineis                                     |                                        | Pin parasol                        | - Eg.747 : fo 74 vo | | | Platearius : « De pineis »              |
| De prunis                                     |                                        | Prune                              | - Eg.747 : fo 74 vo–75 ro | | | Platearius : « De prunis »              |
| De pennidiis                                  |                                        | Pénide (sucre d'orge)              | - (Eg.747 : fo 75 ro) | | | Platearius : « De penidiis »            |
| De psillio                                    |                                        | Plantain pucier                    | - Eg.747 : fo 75 ro | | | Platearius : « De psillio »             |
| De pollipodio                                 |                                        | Polypode commun                    | - Eg.747 : fo 75 ro/vo | | | Platearius : « De pollipodio »          |
| De petroleo                                   |                                        | Pétrole                            | - (Eg.747 : fo 75 vo) | | | Platearius : « De petroleo »            |
| De paritaria                                  |                                        | Pariétaire officinale              | - Eg.747 : fo 75 vo–76 ro | | | Platearius : « De paritaria »           |
| De paritaria                                  | Pseudo-Apulée : « Herba perdicalis »   | Pariétaire officinale              | - Eg.747 : fo 75 vo–76 ro | | |                                         |
| De portulaca                                  |                                        | Pourpier maraîcher                 | - Eg.747 : fo 76 ro | | | Platearius : « De portulaca »           |
| De portulaca                                  | Pseudo-Apulée : « Herba portulaca »    | Pourpier maraîcher                 | - Eg.747 : fo 76 ro | | |                                         |
| De pulegio                                    |                                        | Menthe pouliot                     | - Eg.747 : fo 76 ro/vo | | | Platearius : « De pulegio »             |
| De pulegio                                    | Pseudo-Apulée : « Herba puleium »      | Menthe pouliot                     | - Eg.747 : fo 76 ro/vo | | |                                         |
| De piris                                      |                                        | Poire                              | - Eg.747 : fo 76 vo | | | Platearius : « De piris »               |
| De pomo citrino                               |                                        | Cédrat                             | - Eg.747 : fo 76 vo–77 ro | | | Platearius : « De pomo citrino »        |
| De pomo citrino                               | Isaac Israeli : « De pomis citrinis »  | Cédrat                             | - Eg.747 : fo 76 vo–77 ro | | |                                         |
| De passulis                                   |                                        | Raisin sec                         | - Eg.747 : fo 77 ro | | | Platearius : « De passulis »            |
| De pistaciis                                  |                                        | Pistache                           | - Eg.747 : fo 77 ro/vo | | | Platearius : « De pistaciis »           |
| De pistaciis                                  | Isaac Israeli : « De fisticis »        | Pistache                           | - Eg.747 : fo 77 ro/vo | | |                                         |
| De plumbo                                     |                                        | Plomb                              | - (Eg.747 : fo 77 vo) | | | Platearius : « De plumbo »              |
| De polio                                      |                                        | Germandrée tomenteuse              | - Eg.747 : fo 77 vo | | | Platearius : « De polio »               |
| De pice                                       |                                        | Poix                               | - (Eg.747 : fo 77 vo) | | | Platearius : « De pice »                |
| De plantagho                                  |                                        | Grand Plantain                     | - Eg.747 : fo 77 vo–78 ro | | | Pseudo-Apulée : « Herba plantago »      |
| De plantagho                                  | Plantain lancéolé                      |                                    | - Eg.747 : fo 77 vo–78 ro | | | Pseudo-Apulée : « Herba plantago »      |
| [De panico]                                   |                                        | Millet commun                      | - (Eg.747 : fo 78 ro) | | | Isaac Israeli : « De panico »           |
| De pentaphilon                                |                                        | Potentille rampante                | - Eg.747 : fo 78 vo | | | Pseudo-Apulée : « Herba quinquefolium » |
| De polligonia                                 |                                        | Renouée des oiseaux                | - Eg.747 : fo 78 vo–79 ro | | | Pseudo-Apulée : « Herba proserpinaca »  |
| De politrico                                  |                                        | Capillaire des murailles           | - Eg.747 : fo 79 ro | | | Pseudo-Apulée : « Herba politricum »    |
| De primule veris                              |                                        | Pâquerette                         | - Eg.747 : fo 79 ro | | | Première mention connue                 |
| De palatio leporis                            |                                        | Asperge à feuilles étroites        | - Eg.747 : fo 79 vo | | | Première mention connue                 |
| De pulmonaria                                 |                                        | Pulmonaire à feuilles étroites     | - Eg.747 : fo 79 vo–80 ro | | | Première mention connue                 |
| De persicaria                                 |                                        | Renouée persicaire                 | - Eg.747 : fo 80 ro | | | Première mention connue                 |
| De paratella                                  |                                        | Arbre à chapelets                  | - Eg.747 : fo 80 ro/vo | | | Source non identifiée                   |
| De pinpinella                                 |                                        | Petite Pimprenelle                 | - Eg.747 : fo 80 vo | | | Source non identifiée                   |
| De pilosella                                  |                                        | Piloselle                          | - Eg.747 : fo 80 vo–81 ro | | | Première mention connue                 |
| De provincha                                  |                                        | Petite Pervenche                   | - Eg.747 : fo 81 ro | | | Première mention connue                 |
| De palma Christi                              |                                        | Orchis tacheté                     | - Eg.747 : fo 81 ro/vo | | | Première mention connue                 |
| De persiche                                   |                                        | Pêche                              | - Eg.747 : fo 81 vo | | | Source non identifiée                   |
| De persiche                                   | Isaac Israeli : « De persicis »        | Pêche                              | - Eg.747 : fo 81 vo | | |                                         |
| De pes vitulo                                 |                                        | Pied-de-veau (Arum d'Italie)       | - (Eg.747 : fo 81 vo) | | | Renvoi au chapitre « De iaro »          |
| De pede leporino                              |                                        | Pied-de-lièvre (Liondent tubéreux) | - Eg.747 : fo 82 ro | | | Source non identifiée                   |
| De palleo                                     |                                        | Faux Millet                        | - Eg.747 : fo 82 ro | | | Première mention connue                 |
| De pede columbino                             |                                        | Pied-de-pigeon (Géranium colombin) | - Eg.747 : fo 82 vo | | | Première mention connue                 |
| De porris                                     |                                        | Poireau                            | - Eg.747 : fo 82 vo | | | Isaac Israeli : « De porris »           |
| De peristereon                                |                                        | Lycope                             | - Eg.747 : fo 108 ro | | | Aucun texte                             |

## R

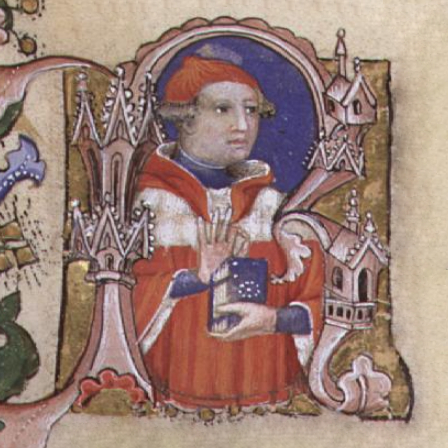
Lettrine enluminée R dans le manuscrit Cas.459.

| Sommaire : | - Article - Index - A - B - C - D - E - F - G - H - I - K - L - M - N - O - P - R - S - T - V - X - Z - Notes - Annexes |

| Chapitre Icône : lien vers l'index thématique | Illustration                              | Identité                | Ouvrages : no de folio - italique : illustration seule - parenthèses : texte seul - gras : source de l'illustration du tableau | Ouvrages : no de folio - italique : illustration seule - parenthèses : texte seul - gras : source de l'illustration du tableau | Ouvrages : no de folio - italique : illustration seule - parenthèses : texte seul - gras : source de l'illustration du tableau | Source                                  |
| Chapitre Icône : lien vers l'index thématique | Illustration                              | Identité                | Groupe I | Groupe II | Groupe III | Source                                  |
| --------------------------------------------- | ----------------------------------------- | ----------------------- | --- | --- | --- | --------------------------------------- |
| De rosa                                       |                                           | Rose                    | - Eg.747 : fo 83 ro/vo | | | Platearius : « De rosa »                |
| De rafano                                     |                                           | Raifort                 | - Eg.747 : fo 83 vo–84 ro | | | Platearius : « De raphano »             |
| De radix                                      |                                           | Radis                   | - Eg.747 : fo 84 ro | | | Platearius : « De radice »              |
| De radix                                      | Isaac Israeli : « De radice »             | Radis                   | - Eg.747 : fo 84 ro | | |                                         |
| De reubarbaro                                 |                                           | Rhubarbe cultivée       | - Eg.747 : fo 84 ro/vo | | | Platearius : « De reubarbaro »          |
| De reupontico                                 |                                           | Rhubarbe sauvage        | - Eg.747 : fo 84 vo | | | Platearius : « De reupontico »          |
| De rubea                                      |                                           | Garance des teinturiers | - Eg.747 : fo 84 vo–85 ro | | | Platearius : « De rubea »               |
| De ruta                                       |                                           | Rue officinale          | - Eg.747 : fo 85 ro | | | Platearius : « De ruta »                |
| De ruta                                       |                                           | Rue des montagnes       | - Eg.747 : fo 85 ro | Pseudo-Apulée : « Herba ruta silvatica »                                                                                       | |                                         |
| De rosmarinus                                 |                                           | Romarin                 | - Eg.747 : fo 85 vo | | | Platearius : « De rose marino »         |
| De rosmarinus                                 | Pseudo-Apulée : « Herba ruta rosmarinum » | Romarin                 | - Eg.747 : fo 85 vo | | |                                         |
| De rubus                                      |                                           | Ronce commune           | - Eg.747 : fo 85 vo–86 ro | | | Platearius : « De rubo »                |
| De rodalda                                    |                                           | Grande Passerage        | - Eg.747 : fo 86 ro | | | Première mention connue                 |
| De rabiosa                                    |                                           | Héliotrope commun       | - Eg.747 : fo 86 ro/vo | | | Renvoi au chapitre « De herba rabiosa » |
| De riso                                       |                                           | Riz                     | - Eg.747 : fo 86 vo | | | Source non identifiée                   |
| De riso                                       | Isaac Israeli : « De ordeo »              | Riz                     | - Eg.747 : fo 86 vo | | |                                         |
| [De robillis]                                 |                                           | Gesse                   | - (Eg.747 : fo 86 vo) | | | Isaac Israeli : « De robelliis »        |
| De rapistro                                   |                                           | Ravenelle               | - Eg.747 : fo 86 vo–87 ro | | | Première mention connue                 |
| De rapa                                       |                                           | Navet                   | - Eg.747 : fo 87 ro | | | Isaac Israeli : « De rapis »            |